# Rallye Dakar
Rallye Paříž-Dakar nebo jinak také Dakarská Rallye a zkráceně pouze Dakar je každoroční závod terénních vozidel. Soutěž je organizována A.S.O. – Amaury Sport Organisation. Závodu se mohou zúčastňovat závodníci jak z řad profesionálů, tak i z řad amatérů, kteří běžně tvoří kolem 80 % zúčastněných.
I když oficiální název zní „rallye“, jedná se spíš o vytrvalostní závod v terénu, kde se více používají upravené terénní speciály než klasické soutěžní stroje používané v závodech rallye. Většina měřených úseků vede těžkým terénem. Převážně sestávají z průjezdů písečnými dunami, blátem, travnatými pláněmi a skalními úseky. Délka etap se pohybuje od několika desítek kilometrů do stovek kilometrů denně.

## Historie
V roce 1976 se francouzský motocyklový závodník Thierry Sabine zúčastnil motocyklové soutěže z Abidžanu (Pobřeží slonoviny) do letoviska Nice (Francie). Přibližně za polovinou africké části na pomezí Čadu a Libye zabloudil v pohoří Tibesti a poté, co mu došel benzín, strávil bez jídla a pití tři dny hledáním civilizace. Při tomto doslova boji o život se rozhodl, že pokud přežije, vrátí se do Afriky jako organizátor bezpečného závodu, ve kterém bude organizačně a záchranářsky postaráno o každého účastníka, ať to bude člen továrního týmu nebo amatérský nadšenec. Tímto směrem se začala orientovat i jím založená společnost TSO („Thierry Sabine Organisation“), dosud zaměřená na pořádání dobrodružných soutěží pro desítky až stovky motoristických posádek. 
První taková rallye byla odstartována 26. prosince 1978.
K legendám závodu patří zejména Hubert Auriol, který vyhrál v roce 1992 Dakar v kategorii automobilů po předchozím vítězství v závodu kategorie motocyklů a stal se prvním řidičem, který vyhrál závod na dvou i na čtyřech kolech. Jedním z nejúspěšnějších závodníků v kategorii kamionů se stal Karel Loprais, kterému se díky jeho 6 zlatým, 4 stříbrným a jedné bronzové medaili přezdívalo „Monsieur Dakar“.
Po 23 letech v roce 2024 vyhrál Čech - Martin Macík se svou posádkou v kategorii kamionů.

## Trasy

Mapa afrických států, kterými kdy trasa soutěže probíhala. Oranžové jsou státy z neobvyklé trasy v roce 1992

První ročníky rallye z Paříže (Francie) do Dakaru (Senegal), s přerušením při převozu přes Středozemní moře, vedly víceméně podobnou trasou až do ročníku 1994. Politická situace a další faktory však od 90. let způsobily řadu změn trasy, a to včetně startu a cíle. Kvůli stížnostem starosty Paříže byl od roku 1995 start přesunut z Avenue des Champs-Élysées do EuroDisneylandu. To také způsobilo, že organizátoři naplánovali v následujících letech Rallye do různých míst. V posledních ročnících vedla trasa rallye v Africe přes Maroko, Západní Saharu a po pastvinách a pouštích v Mauritánii. Etapy probíhající skrz Atar a přes písečné duny a kaňony v mauritánské oblasti Adrar jsou nejvíce dobrodružné ze všech maratónských závodů. Ve čtyřech ročnících byl také cíl přesunut z Dakaru do jiných afrických míst. V roce 2008 byl závod zcela zrušen, protože několik dní před startem došlo k teroristickým útokům v Mauritánii.
| - 1979, 1980: Paříž – Dakar - 1981–1988: Paříž – Alžír – Dakar - 1989: Paříž – Tunis – Dakar - 1990, 1991: Paříž – Tripolis – Dakar - 1992: Paříž – Kapské Město - 1993: Paříž – Dakar - 1994: Paříž – Dakar – Paříž - 1995, 1996: Granada – Dakar - 1997: Dakar – Agadez – Dakar - 1998: Paříž – Granada – Dakar | - 1999: Granada – Dakar - 2000: Dakar – Káhira - 2001: Paříž – Dakar - 2002: Arras – Madrid – Dakar - 2003: Marseille – Šarm aš-Šajch - 2004: Clermont-Ferrand – Dakar - 2005: Barcelona – Dakar - 2006, 2007: Lisabon – Dakar - 2008: (Lisabon – Dakar) závod před startem zrušen |

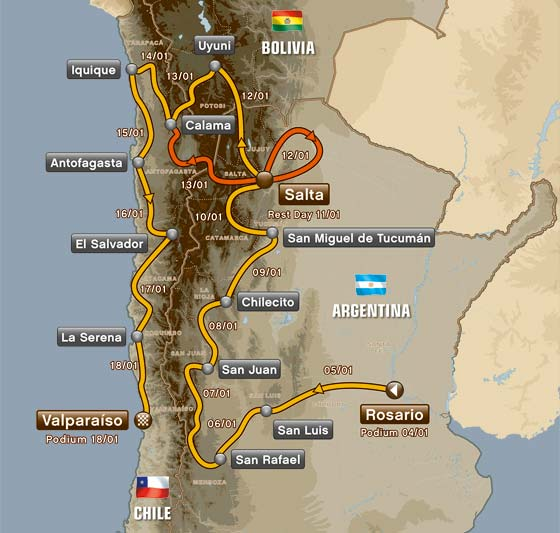
Mapa závodu v roce 2014.

Od roku 2009 byla rallye přesunuta do Jižní Ameriky, konkrétně do Argentiny a Chile, v roce 2012 k nim přibylo i Peru. Původní africkou trasu využíval méně rozsáhlý závod Africa Eco Race.
| - 2009: Buenos Aires – Valparaíso – Buenos Aires - 2010, 2011: Buenos Aires – Antofagasta – Buenos Aires - 2012: Mar del Plata – Copiapo – Lima - 2013: Lima – Tucuman – Santiago de Chile - 2014: Rosario – Salta – Valparaíso - 2015: Buenos Aires – Iquique – Buenos Aires - 2016: Buenos Aires – Salta – Rosario - 2017: Asunción – La Paz – Buenos Aires - 2018: Lima – La Paz – Córdoba - 2019: Lima – Arequipa – Lima |

Od ročníku 2020 se rallye přesunula do Saúdské Arábie.
- 2020: Džidda – Rijád – Qiddiya
- 2021: Džidda – Háil – Džidda
- 2022: Háil – Rijád – Džidda
- 2023: Sea Camp – Dammám
- 2024: Al-Ula – Janbú

## Vozidla

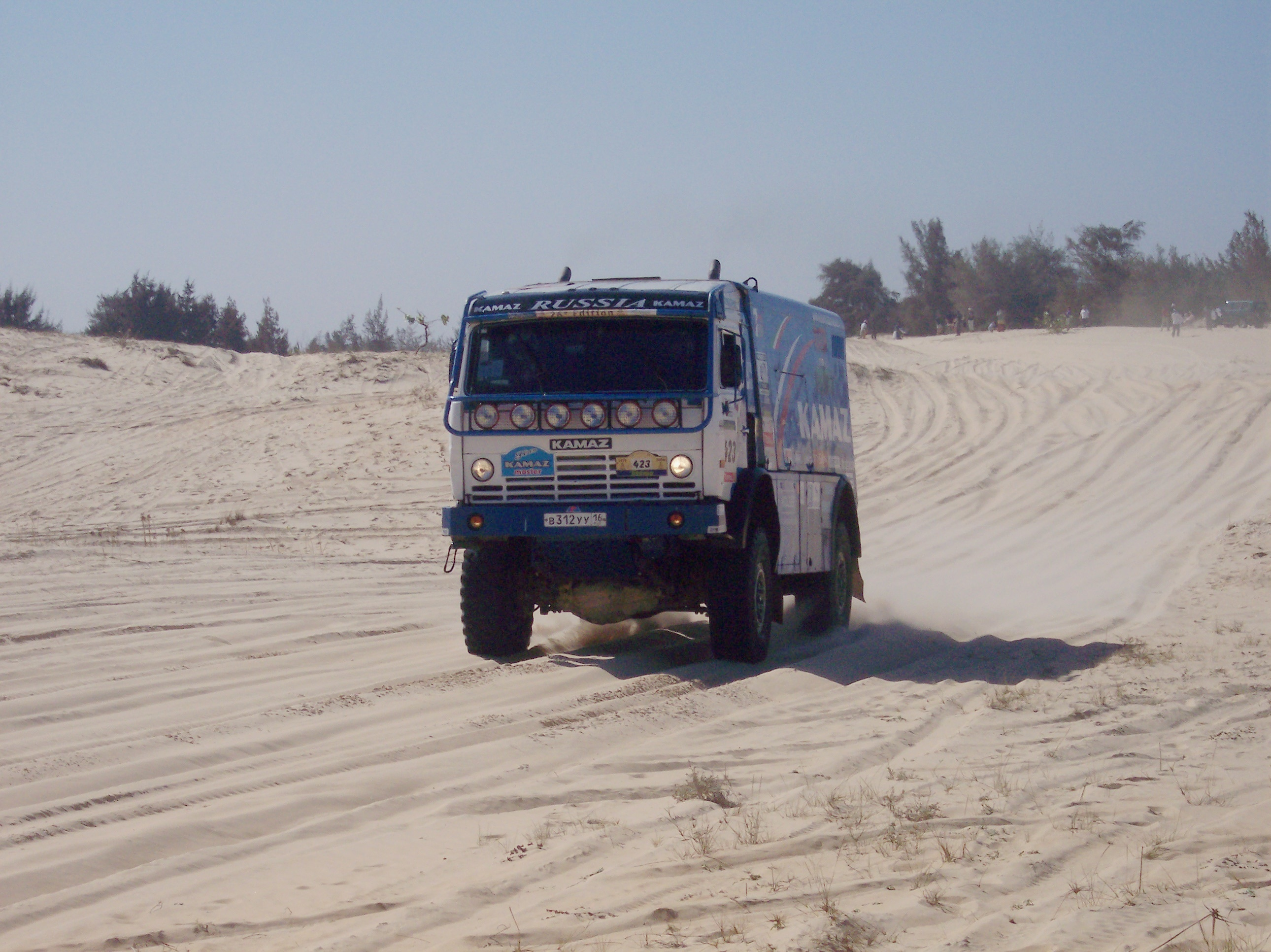
Ruská jednička v kategorii kamionů – Kamaz

Dvěma základními soutěžními kategoriemi Dakarské rallye byly motocykly a automobily (v rozsahu od bugin po malé náklaďáky), v roce 1980 byla pro motivaci a ocenění posádek velkých doprovodných náklaďáků zavedena kategorie kamiony, hodnocená původně i ve společné listině auto-camion. V průběhu 21. století byly zavedeny další kategorie.
Mnoho výrobců automobilů využívá drsné prostředí rallye k testování svých vozidel a také z reklamních důvodů k demonstraci jejich odolnosti a spolehlivosti, i když sériové vozy jsou většinou velmi upravené.
- Motocykly: Účastni se zejména značky KTM,  Honda, Yamaha a BMW.
- Automobily: Původně v rallye dominovaly evropské užitkové vozy jako Land Rover, Range Rover, Mercedes-Benz třídy G později nahrazeny typem Mercedes-Benz ML, Pinzgauer, MB Unimog a japonské Toyoty Land Cruiser. Ostatní výrobci přistoupili s těžce upravenými běžnými vozidly, jako je Rolls-Royce, Peugeot, Citroën a dokonce i Porsche. Například v roce 2002 obsahovala kategorie automobilů vozy značek Mitsubishi (Pajero/Montero), Nissan a Hyundai. Mercedes, Range Rover a sportovně upravené BMW se také zúčastnily, ale neobjevily se na vedoucích místech. Jean-Louis Schlesser postavil pro závod řadu vlastních dune buggy vozidel a několikrát s nimi závod vyhrál.
- Nákladní vozy (T4 „Kamiony“ nebo „Nákladní“) obsazují výrobci Tatra, Kamaz, MAN, DAF, GINAF, IVECO, Renault Kerax, a Mercedes-Benz Unimog. V 80. letech vyústila silná rivalita mezi jezdci DAF a Mercedes ke stavbám soutěžních speciálů se dvěma motory a více než 1000 hp (750 kW). V 80. a 90. letech se účastnily i vozy LIAZ, které si tehdy (spolu s Tatrou) pořídila i řada zahraničních týmů jako servisní a doprovodné vozy.
- V roce 2009 byla zavedena samostatná kategorie čtyřkolek, když předtím byly řazeny pod motocykly.
- V roce 2017 byla zavedena samostatná kategorie SSV bugin, když předtím byly řazeny pod automobily.
- V roce 2021 byla zavedena kategorie Klasik (označovaná jako veteránská) pro automobily a nákladní vozy vyrobené před rokem 2000 (nebo vyrobených podle starých specifikací), které se v minulosti účastnili Rallye Dakar či jiné rallye.[1][2] Závodníci v této kategorii sdílejí stejné bivaky (a tedy s stejná výchozí a cílová místa), jejich trasa je však odlišná a méně náročná. O vítězi rozhoduje pravidelnost, nikoliv rychlost.[2]

## Vítězové
| Rok  | Automobily                                            | Automobily                                            | Motocykly                                             | Motocykly                                             | Kamiony                                               | Kamiony                                               | Trasa                                                 |
| Rok  | Řidič                                                 | Vůz                                                   | Řidič                                                 | Motocykl                                              | Řidič                                                 | Kamion                                                | Trasa                                                 |
| ---- | ----------------------------------------------------- | ----------------------------------------------------- | ----------------------------------------------------- | ----------------------------------------------------- | ----------------------------------------------------- | ----------------------------------------------------- | ----------------------------------------------------- |
| 1979 | Alain Genestier                                       | Land Rover                                            | Neveu                                                 | Yamaha                                                |                                                       |                                                       | Paříž – Dakar                                         |
| 1980 | Freddy Kottulinsky                                    | Volkswagen                                            | Neveu                                                 | Yamaha                                                | Ataouat                                               | Sonacome                                              | Paříž – Dakar                                         |
| 1981 | René Metge                                            | Land Rover                                            | Auriol                                                | BMW                                                   | Villette                                              | ALM/ACMAT                                             | Paříž – Dakar                                         |
| 1982 | Claude Marreau                                        | Renault                                               | Neveu                                                 | Honda                                                 | Groine                                                | Mercedes-Benz                                         | Paříž – Alžír – Dakar                                 |
| 1983 | Jacky Ickx                                            | Mercedes-Benz                                         | Auriol                                                | BMW                                                   | Groine                                                | Mercedes-Benz                                         | Paříž – Alžír – Dakar                                 |
| 1984 | René Metge                                            | Porsche                                               | Rahier                                                | BMW                                                   | Lalleu                                                | Mercedes-Benz                                         | Paříž – Alžír – Dakar                                 |
| 1985 | Patrick Zaniroli                                      | Mitsubishi                                            | Rahier                                                | BMW                                                   | Capito                                                | Mercedes-Benz                                         | Paříž – Alžír – Dakar                                 |
| 1986 | René Metge                                            | Porsche                                               | Neveu                                                 | Honda                                                 | Vismara                                               | Mercedes-Benz                                         | Paříž – Alžír – Dakar                                 |
| 1987 | Ari Vatanen                                           | Peugeot                                               | Neveu                                                 | Honda                                                 | de Rooij                                              | DAF                                                   | Paříž – Alžír – Dakar                                 |
| 1988 | Juha Kankkunen                                        | Peugeot                                               | Orioli                                                | Honda                                                 | Loprais                                               | Tatra                                                 | Paříž – Alžír – Dakar                                 |
| 1989 | Ari Vatanen                                           | Peugeot                                               | Lalay                                                 | Honda                                                 | kategorie nebyla vypsána                              | kategorie nebyla vypsána                              | Paříž – Tunis – Dakar                                 |
| 1990 | Ari Vatanen                                           | Peugeot                                               | Orioli                                                | Cagiva                                                | Villa                                                 | Perlini                                               | Paříž – Tripolis – Dakar                              |
| 1991 | Ari Vatanen                                           | Citroën                                               | Peterhansel                                           | Yamaha                                                | Houssat                                               | Perlini                                               | Paříž – Tripolis – Dakar                              |
| 1992 | Hubert Auriol                                         | Mitsubishi                                            | Peterhansel                                           | Yamaha                                                | Perlini                                               | Perlini                                               | Paříž – Sirte – Kapské Město                          |
| 1993 | Bruno Saby                                            | Mitsubishi                                            | Peterhansel                                           | Yamaha                                                | Perlini                                               | Perlini                                               | Paříž – Dakar                                         |
| 1994 | Pierre Lartigue                                       | Citroën                                               | Orioli                                                | Cagiva                                                | Loprais                                               | Tatra                                                 | Paříž – Dakar – Paříž                                 |
| 1995 | Pierre Lartigue                                       | Citroën                                               | Peterhansel                                           | Yamaha                                                | Loprais                                               | Tatra                                                 | Granada – Dakar                                       |
| 1996 | Pierre Lartigue                                       | Citroën                                               | Orioli                                                | Yamaha                                                | Moskovskich                                           | Kamaz                                                 | Granada – Dakar                                       |
| 1997 | Kenjiro Shinozuka                                     | Mitsubishi                                            | Peterhansel                                           | Yamaha                                                | Reif                                                  | Hino                                                  | Dakar – Agades – Dakar                                |
| 1998 | Jean-Pierre Fontenay                                  | Mitsubishi                                            | Peterhansel                                           | Yamaha                                                | Loprais                                               | Tatra                                                 | Paříž – Granada – Dakar                               |
| 1999 | Jean-Louis Schlesser                                  | Schlesser-Renault                                     | Sainct                                                | BMW                                                   | Loprais                                               | Tatra                                                 | Granada – Dakar                                       |
| 2000 | Jean-Louis Schlesser                                  | Schlesser-Renault                                     | Sainct                                                | BMW                                                   | Čagin                                                 | Kamaz                                                 | Paříž – Dakar – Káhira                                |
| 2001 | Kleinschmidt                                          | Mitsubishi                                            | Meoni                                                 | KTM                                                   | Loprais                                               | Tatra                                                 | Paříž – Dakar                                         |
| 2002 | Hiroshi Masuoka                                       | Mitsubishi                                            | Meoni                                                 | KTM                                                   | Čagin                                                 | Kamaz                                                 | Arras – Madrid – Dakar                                |
| 2003 | Hiroshi Masuoka                                       | Mitsubishi                                            | Sainct                                                | KTM                                                   | Čagin                                                 | Kamaz                                                 | Marseille – Šarm aš-Šajch                             |
| 2004 | Stéphane Peterhansel                                  | Mitsubishi                                            | Roma                                                  | KTM                                                   | Čagin                                                 | Kamaz                                                 | Clermont-Ferrand – Dakar                              |
| 2005 | Stéphane Peterhansel                                  | Mitsubishi                                            | Despres                                               | KTM                                                   | Kabirov                                               | Kamaz                                                 | Barcelona – Dakar                                     |
| 2006 | Luc Alphand                                           | Mitsubishi                                            | Coma                                                  | KTM                                                   | Čagin                                                 | Kamaz                                                 | Lisabon – Dakar                                       |
| 2007 | Stéphane Peterhansel                                  | Mitsubishi                                            | Despres                                               | KTM                                                   | Stacey                                                | MAN                                                   | Lisabon – Dakar                                       |
| 2008 | Závod zrušen z bezpečnostních důvodů den před startem | Závod zrušen z bezpečnostních důvodů den před startem | Závod zrušen z bezpečnostních důvodů den před startem | Závod zrušen z bezpečnostních důvodů den před startem | Závod zrušen z bezpečnostních důvodů den před startem | Závod zrušen z bezpečnostních důvodů den před startem | Závod zrušen z bezpečnostních důvodů den před startem |
| 2009 | Giniel de Villiers                                    | Volkswagen                                            | Coma                                                  | KTM                                                   | Kabirov                                               | Kamaz                                                 | Buenos Aires – Valparaíso – Buenos Aires              |
| 2010 | Carlos Sainz                                          | Volkswagen                                            | Despres                                               | KTM                                                   | Čagin                                                 | Kamaz                                                 | Buenos Aires – Antofagasta – Buenos Aires             |
| 2011 | Nasser Al-Attiyah                                     | Volkswagen                                            | Coma                                                  | KTM                                                   | Čagin                                                 | Kamaz                                                 | Buenos Aires – Arica – Buenos Aires                   |
| 2012 | Stéphane Peterhansel                                  | Mini                                                  | Despres                                               | KTM                                                   | de Rooij                                              | Iveco                                                 | Mar del Plata – Arica – Lima                          |
| 2013 | Stéphane Peterhansel                                  | Mini                                                  | Despres                                               | KTM                                                   | Nikolajev                                             | Kamaz                                                 | Lima – San Miguel de Tucumán – Santiago de Chile      |
| 2014 | Nani Roma                                             | Mini                                                  | Coma                                                  | KTM                                                   | Karginov                                              | Kamaz                                                 | Rosario – Salta – Valparaíso                          |
| 2015 | Nasser Al-Attiyah                                     | Mini                                                  | Coma                                                  | KTM                                                   | Mardějev                                              | Kamaz                                                 | Buenos Aires – Iquique – Buenos Aires                 |
| 2016 | Stéphane Peterhansel                                  | Peugeot                                               | Price                                                 | KTM                                                   | de Rooij                                              | Iveco                                                 | Buenos Aires – Salta – Rosario                        |
| 2017 | Stéphane Peterhansel                                  | Peugeot                                               | Sunderland                                            | KTM                                                   | Nikolajev                                             | Kamaz                                                 | Asunción – La Paz – Buenos Aires                      |
| 2018 | Carlos Sainz                                          | Peugeot                                               | Walkner                                               | KTM                                                   | Nikolajev                                             | Kamaz                                                 | Lima – La Paz – Cordóba                               |
| 2019 | Nasser Al-Attiyah                                     | Toyota                                                | Price                                                 | KTM                                                   | Nikolajev                                             | Kamaz                                                 | Lima – Arequipa – Lima                                |
| 2020 | Carlos Sainz                                          | Mini                                                  | Brabec                                                | Honda                                                 | Karginov                                              | Kamaz                                                 | Džidda – Rijád – Qiddiya                              |
| 2021 | Stéphane Peterhansel                                  | Mini                                                  | Benavides                                             | Honda                                                 | Sotnikov                                              | Kamaz                                                 | Džidda – Háil – Džidda                                |
| 2022 | Nasser Al-Attiyah                                     | Toyota                                                | Sunderland                                            | GasGas                                                | Sotnikov                                              | Kamaz                                                 | Háil – Rijád – Džidda                                 |
| 2023 | Nasser Al-Attiyah                                     | Toyota                                                | Benavides                                             | KTM                                                   | van Kasteren                                          | Iveco                                                 | Sea Camp – Dammám                                     |
| 2024 | Carlos Sainz                                          | Audi                                                  | Brabec                                                | Honda                                                 | Macík                                                 | Iveco                                                 | Al-Ula – Janbú                                        |
| 2025 |                                                       |                                                       |                                                       |                                                       | Macík                                                 |                                                       |                                                       |

## Česká stopa

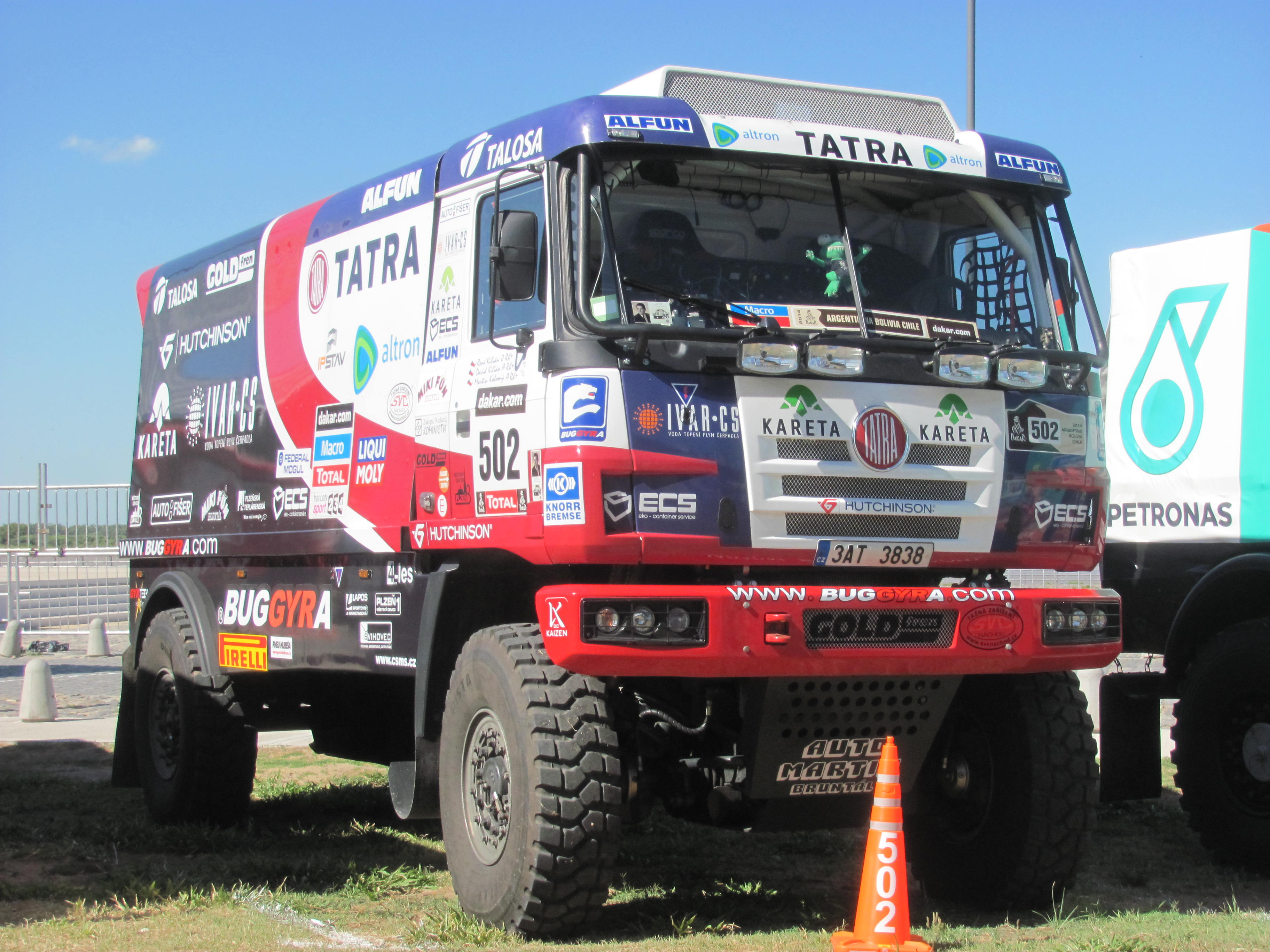
Český závodní speciál Tatra na Rally Dakar 2014.

Český závodník se na startu objevil v roce 1983, šlo o motocyklistu Miroslava Kubíčka na KTM. Umístil se v kategorii motocyklů na 18. místě. Československá média však jeho start (i celou soutěž) ignorovala, když šlo o emigranta, který zemi opustil po událostech v srpnu 1968. V rallye závodil ještě v dalších dvou ročnících, v roce 1984 se mu v kategorii motocyklů podařilo vyhrát poslední etapu.
V roce 1985 se rallye zúčastnil tovární tým LIAZu se dvěma kamiony, když jeden z kamionů skončil na 13. místě. V roce 1986 se poprvé zúčastnil tým automobilky Tatra. V roce 1988 jej vůz s řidičem Karlem Lopraisem v kategorii kamionů zvítězil a toto vítězství si v mnoha dalších ročnících zopakoval.
V roce 1989 nebyla vypsána kategorie kamionů a rallye se nezúčastnil žádný český závodník, od dalšího ročníku se již Češi zúčastnili každého závodu. V roce 1994 se zúčastnili poprvé i v kategorii automobilů. V roce 1998 motocyklista Stanislav Zloch skončil ve své kategorii desátý, což je zatím nejlepší český výsledek v této kategorii.V roce 2009, kdy byla poprvé samostatně vyhlášena kategorie čtyřkolek, v této kategorii zvítězil Josef Macháček a své vítězství si v následujících letech několikrát zopakoval. V roce 2018 se první českou účast v kategorii bugin SSV postarala Olga Roučková. Ta byla spolu s Gabrielou Novotnou, startující v kategorii motocyklů, první českou na startu rallye. V roce 2019 skončil Martin Prokop šestý v kategorii automobilů, což je zatím nejlepší český výsledek v této kategorii.
Češi se také účastní od počátku i kategorie Klasik, někteří i s českými vozy (Škoda 130 LR, Tatra 815).

### České medailové úspěchy v kategorii kamionů

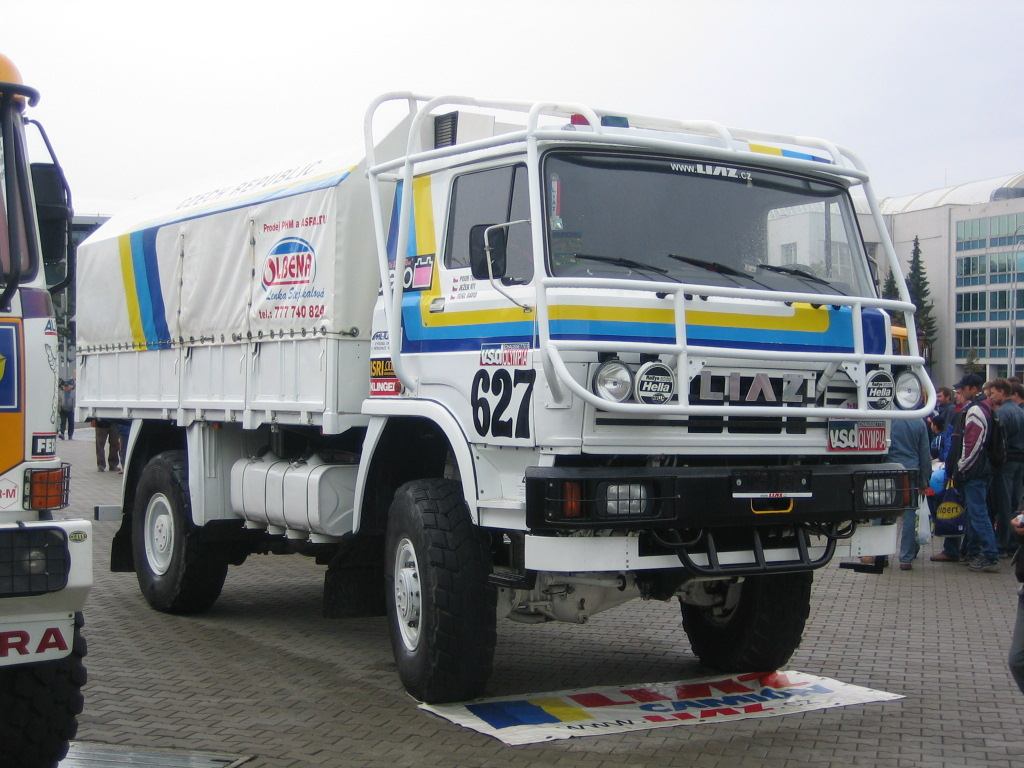
LIAZ 100.55D z Dakaru 1985

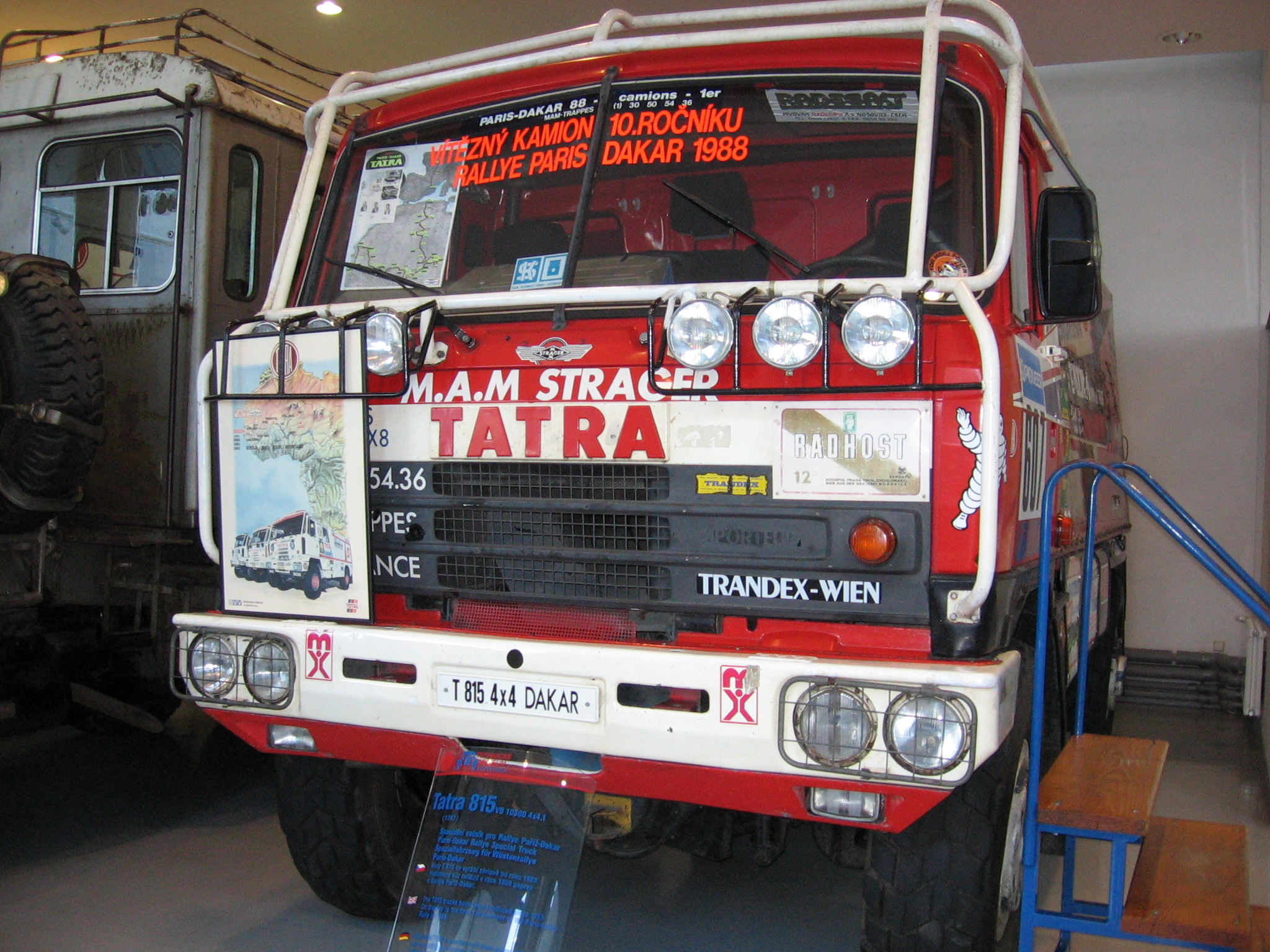
Tatra 815 z Dakaru 1988

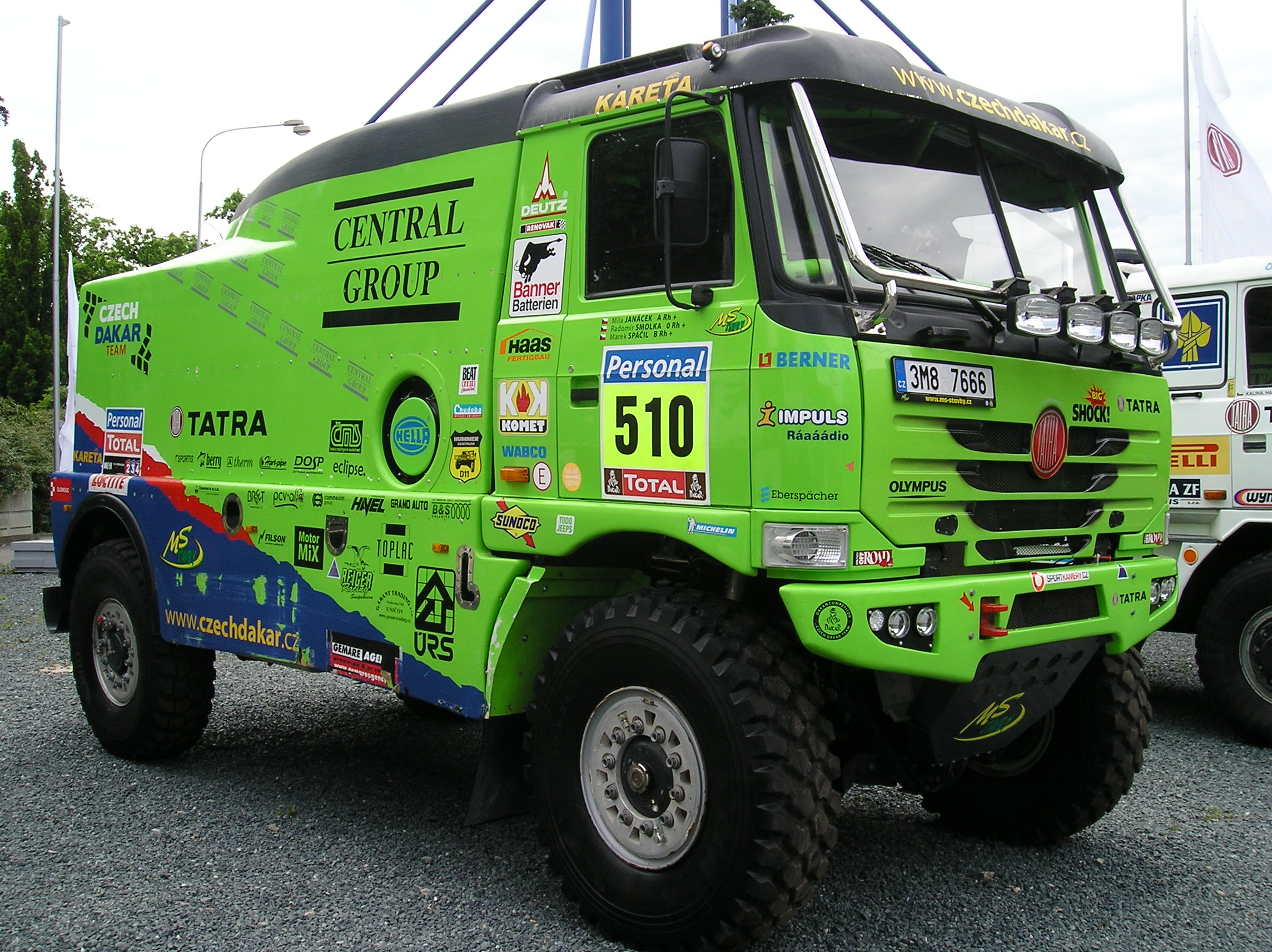
Tatra 815 z Dakaru 2010

| Rok  | Zlato         | Stříbro          | Bronz            | Jména a vůz |
| ---- | ------------- | ---------------- | ---------------- | --- |
| 1987 |               | Stříbrná medaile | Bronzová medaile | K. Loprais, J. Krpec, R. Stachura (Tatra) / J. Moskal, J. Joklík, P. Záleský (LIAZ; zároveň 1. místo v kategorii sériových kamionů) |
| 1988 | Zlatá medaile | Stříbrná medaile |                  | K. Loprais, R. Stachura, T. Mück (Tatra) / J. Moskal, F. Vojtíšek, P. Záleský (LIAZ)                                                |
| 1990 |               |                  | Bronzová medaile | Z. Kahánek, J. Havlík, J. Krpec (Tatra)                                                                                             |
| 1992 |               |                  | Bronzová medaile | K. Loprais, R. Stachura, J. Kalina (Tatra)                                                                                          |
| 1994 | Zlatá medaile |                  |                  | K. Loprais, R. Stachura, J. Kalina (Tatra)                                                                                          |
| 1995 | Zlatá medaile |                  |                  | K. Loprais, R. Stachura, T. Tomeček (Tatra)                                                                                         |
| 1996 |               | Stříbrná medaile | Bronzová medaile | K. Loprais, R. Stachura, T. Tomeček (Tatra) / L. Fajtl, J. Janoušek, F. Wurst (Tatra)                                               |
| 1998 | Zlatá medaile |                  |                  | K. Loprais, R. Stachura, J. Čermák (Tatra)                                                                                          |
| 1999 | Zlatá medaile |                  |                  | K. Loprais, R. Stachura, J. Kalina (Tatra)                                                                                          |
| 1999 |               |                  | Bronzová medaile | T. Tomeček, A. De Azevedo, L. Neubarthová (Tatra)                                                                                   |
| 2000 |               | Stříbrná medaile |                  | K. Loprais, R. Stachura, P. Gilar (Tatra)                                                                                           |
| 2001 | Zlatá medaile |                  |                  | K. Loprais, J. Kalina, P. Hamerla (Tatra)                                                                                           |
| 2002 |               | Stříbrná medaile |                  | K. Loprais, J. Kalina, P. Hamerla (Tatra)                                                                                           |
| 2003 |               | Stříbrná medaile |                  | T. Tomeček, A. De Azevedo, J. Martinec (Tatra)                                                                                      |
| 2007 |               |                  | Bronzová medaile | A. Loprais, P. Gilar (Tatra) |
| 2023 |               | Stříbrná medaile |                  | M. Macík, F. Tomášek, D. Švanda (Iveco)                                                                                             |
| 2024 | Zlatá medaile | Stříbrná medaile |                  | M. Macík, F. Tomášek, D. Švanda (Iveco) / A. Loprais, J. Valtr ml., J. Stross (Praga V4S DKR)                                       |
| 2025 | Zlatá medaile |                  | Bronzová medaile | M. Macík, F. Tomášek, D. Švanda (Iveco) / A. Loprais, D. Křípal, D. Rodewald (Iveco)                                                |

## Kritika
Závod se stal předmětem kritiky z několika důvodů, hlavně pro dopady závodu na obyvatele zemí, přes které vede. Rallye je kritizována za to, že vede přes sporná, neosídlená území západní Sahary bez formálního projednání s hnutím Polisario, které rozhodnutím reprezentuje obyvatele Sahrawi. Po závodu začaly otázky ohledně formálního povolení od hnutí Polisario, od roku 2000 však směřují k tomu, že by to neměl být problém.
Po závodě v roce 1988, kdy byli v jeho průběhu zabiti 3 afričtí obyvatelé, PANA, tisková agentura se základnou v Dakaru napsal, že tato úmrtí byla „bezvýznamná pro průběh závodu“. Vatikánské noviny L'Osservatore Romano nazvaly závod „Vulgární přehlídka síly a bohatství v místech, kde lidé stále umírají hladem a žízní“. Během roku 2002 protestovala na startu ve francouzském Arrasu francouzská politická strana Les Verts (Strana zelených) svým prohlášením, a označila závod jako „Kolonialismus, který je třeba vymýtit“.
Někteří místní obyvatelé kolem trasy závodu uvedli, že vidí omezené příležitosti zisku ze závodu, protože účastníci závodu utratí nějaké peníze za zboží a služby v místních ubytovacích kapacitách. Závodníci vytvářejí mohutná množství prachu na tratích a jsou obviňováni z toho, že srážejí a zabíjejí dobytek, a navíc někdy také obyvatele.

## Nehody
V roce 1982 se syn britské premiérky Margaret Thatcherové společně se svým francouzským spolujezdcem Charlotte Verney a jejich mechanikem ztratili a byli po šest dnů pohřešováni. 9. ledna se trio oddělilo od konvoje vozidel po zastavení k provedení opravy porouchané řídící tyče. 12. ledna byli prohlášeni za pohřešované. Po rozsáhlém pátrání byl spatřen pátracím letounem C-130 Hercules Alžírské armády jejich bílý Peugeot 504 přibližně 50 km od trasy. Thatcher, Verney a mechanik byli nezraněni.
V roce 1986 zemřel při rallye organizátor a zakladatel této rallye Thierry Sabine po tragické havárii vrtulníku.
Během závodu v roce 1988 zahynulo šest lidí. 10. 1. 1988 v nigerské desáté etapě Djado – Agadez havaroval krátce po startu kamion DAF 95X2 Turbotwin (se dvěma motory 11,6 l disponoval výkonem 726 kW), startovní číslo 601: při přejezdu trojice terénních vln rychlostí cca 170 km/h byl desetitunový kamion katapultován a po dopadu se několikrát převrátil. Řidič Theo Van de Rijt a druhý jezdec Chriss Ross přežili s těžkým zraněním, navigátor Kees Van Loevezijn zemřel (jeho sedadlo bylo vymrštěno čtyřicet merů daleko a spekulovalo se o tom, že spoluviníkem jsou bezpečnostní pásy kotvené do sedaček namísto do rámu). Vedení automobilky DAF ze závodu okamžitě odvolalo zbylé posádky a o dva dny později vydalo prohlášení, že se této rallye už nikdy nezúčastní. Téhož dne se u Arlitu ve zvířeném prachu čelně srazil Range-Rover s jiným vozem, řidič René Boubet přežil, navigátor Patrick Canado byl na místě mrtvý. 16. ledna v etapě Timbuktu – Bamako těžce havaroval motocyklista Jean-Claude Huger na BMW RT100, dva dny nato zemřel v nemocnici. 17. ledna krátce po startu z Bamako vběhla pod soutěžní toyotu francouzské posádky desetiletá malijská dívka Baye Sibi, zraněním podlehla krátce nato v nemocnici. V předposlední den soutěže pak vozidlo filmového štábu usmrtilo dívku v Mauritánii a téhož dne havarovalo i auto, ve kterém zahynul jeden novinář. Závodníkům bylo také vyčítáno, že rozpoutali požár, který způsobil paniku ve vlaku jedoucím mezi Dakarem a Bamako, kde bylo zabito více lidí.
V pondělí 10. ledna 2005 zemřel ve své vlasti v Alicante, španělský motocyklista José Manuel Pérez po nehodě, která se stala předešlý týden ve čtvrtek v průběhu 7. etapy. Druhý motocyklista během 2 dnů, Ital Fabricio Meoni, zahynul 11. ledna, během 11. etapy si při havárii na 184. kilometru zlomil vaz. Dvojnásobný vítěz soutěže (2001 a 2002), byl 11. motocyklista
a 45. závodník, kteří zemřeli v celkové historii závodu. 13. ledna byla sražena pětiletá senegalská dívka pod kola servisního vozu při jízdě na hlavní silnici, což celkově zvýšilo počet mrtvých na 5.
9. ledna 2006 zemřel 41letý australský řidič motocyklu KTM Andy Caldecott na 250 km při vjezdu do 9. etapy mezi Nouakchott a Kiffa si při nehodě zlomil vaz, pouze pár kilometrů od místa, kde předešlý rok zahynul F. Meoni. Byla to Andyho třetí účast v závodu. Vyhrál třetí etapu závodu v roce 2006 mezi Nadorem a Er Rachidiou pouze několik dní před svou smrtí. 13. ledna zemřel desetiletý chlapec, který byl sražen projíždějícím vozem Lotyše Marise Saukanse při přecházení tratě, zatímco 14. ledna byl zabit dvanáctiletý chlapec projíždějícím podpůrným vozem.